# Wilhelm Heiter
Wilhelm Heiter (19. února 1844 Nové Sady – 12. března 1917 Brno) byl rakouský podnikatel a politik německé národnosti z Moravy; poslanec Moravského zemského sněmu.

## Biografie
Vychodil nižší reálnou školu a roku 1860 nastoupil do firmy svého otce, který v Brně provozoval stolařský podnik. V roce 1876 se Wilhelm stal předsedou stolařského družstva a v této funkci setrval po deset let. Od roku 1885 byl členem brněnské obecní rady a od roku 1895 členem brněnské obchodní a živnostenské komory. Byl členem moravské živnostenské rady a předsedou její německé sekce.
Počátkem 20. století se zapojil i do vysoké politiky. V doplňovacích zemských volbách 8. května 1905 byl zvolen na Moravský zemský sněm, za kurii obchodních a živnostenských komor, obvod Brno. Mandát zde obhájil v řádných zemských volbách roku 1906 i zemských volbách roku 1913. Poslancem byl do své smrti roku 1917. V roce 1905 se uvádí jako německý pokrokový kandidát (tzv. Německá pokroková strana navazující na ústavověrný politický proud s liberální a centralistickou orientací). Stejně tak ve volbách roku 1906 a 1913.
Zemřel v březnu 1917 ve věku 73 let.